# Лешникотрошачката (филм, 1993)
„Лешникотрошачката“ или „Лешникотрошачката на Джордж Баланчин“ (на английски: The Nutcracker/George Balanchine's The Nutcracker) е американски мюзикъл от 1993 г. на режисьора Емил Ардолино. Във филма участват Дарси Килстър, Деймиън Вьотцел, Кира Никълс, Барт Робинсън Кук и Маколи Кълкин.
Филмът е пуснат по кината в САЩ на 24 ноември 1993 г. от „Уорнър Брос“. Получава противоречиви отзиви от критиката и е боксофис провал.